# M/S Moby Dada
M/S Moby Dada var en bilfärja som ägs av Moby Lines. Fartygets skrov byggdes av Wärtsilä på Pernovarvet i Åbo. Under nio år hette fartyget Finlandia och gick i trafik för Silja Line på linjen Stockholm – Helsingfors. Därefter ägdes hon av DFDS Seaways med namnet Queen of Scandinavia och gick i trafik på flera olika linjer tills hon i september 2008 lades upp i Korsör i väntan på försäljning. I januari 2009 chartrades fartyget ut till företaget Alstom Power Sweden för att användas som hotellfartyg i Oskarshamn åt den personal som utför underhållsarbeten på Oskarshamns kärnkraftverk.

## Historik

### 1981—1990: Silja Line
Den 13 april 1981 sattes M/S Finlandia i trafik mellan Stockholm och Helsingfors. Redan den 10 januari 1982 måste förskeppet byggas om. Detta berodde på att man för att kunna bygga ett så stort bildäck som möjligt varit tvungen att utforma fören på ett sätt som gjorde att fartyget betedde sig oroligt i sjögång. Under höststormarna hade förskeppet även fått svåra intryckningar. Hon förekommer också i slutscenerna av filmen Jönssonligan dyker upp igen samt i Lasse Åbergs S.O.S. - En segelsällskapsresa där hon passerar Stig-Helmer och Ole när de befinner sig på en soppråm.Hon förekommer också i filmen Klippet från 1982 när hon ligger i hamn.

### 1990—2010: DFDS Seaways
I december 1989 såldes fartyget till DFDS Seaways och fick det nya namnet Queen of Scandinavia. I maj 1990 utfördes ombyggnadsarbeten vid Cityvarvet i Göteborg innan hon i juni samma år sattes i trafik på linjen Köpenhamn – Helsingborg – Oslo. År 2000 byggdes fartyget om i Gdynia i Polen då hon fick ett nytt förskepp samt påbyggnader i aktern för att öka stabiliteten och minska svallvågorna. I slutet av juni 2001 flyttades fartyget till linjen Ĳmuiden – Newcastle som hon trafikerade till slutet av maj 2007 då hon flyttades till linjen Newcastle – Stavanger – Haugesund – Bergen. Den första september 2008 lades linjen ned och fartyget lades upp i Korsör, Danmark i väntan på försäljning.

#### Hotell i Oskarshamn
I januari chartrades fartyget ut till företaget Alstom Power Sweden för att användas som hotellfartyg i Oskarshamn åt den personal som utför underhållsarbeten på Oskarshamns kärnkraftverk. Den 16 april utbröt en brand i fartygets hjälpmaskinrum som släcktes med hjälp av fartygets fasta släckutrustning. Vid brandtillfället befann sig 238 personer ombord på fartyget och efter branden behövdes nya bostäder ordnas åt de cirka 700 - 800 personer som bodde på fartyget.

### 2010-2016: St. Peter Line

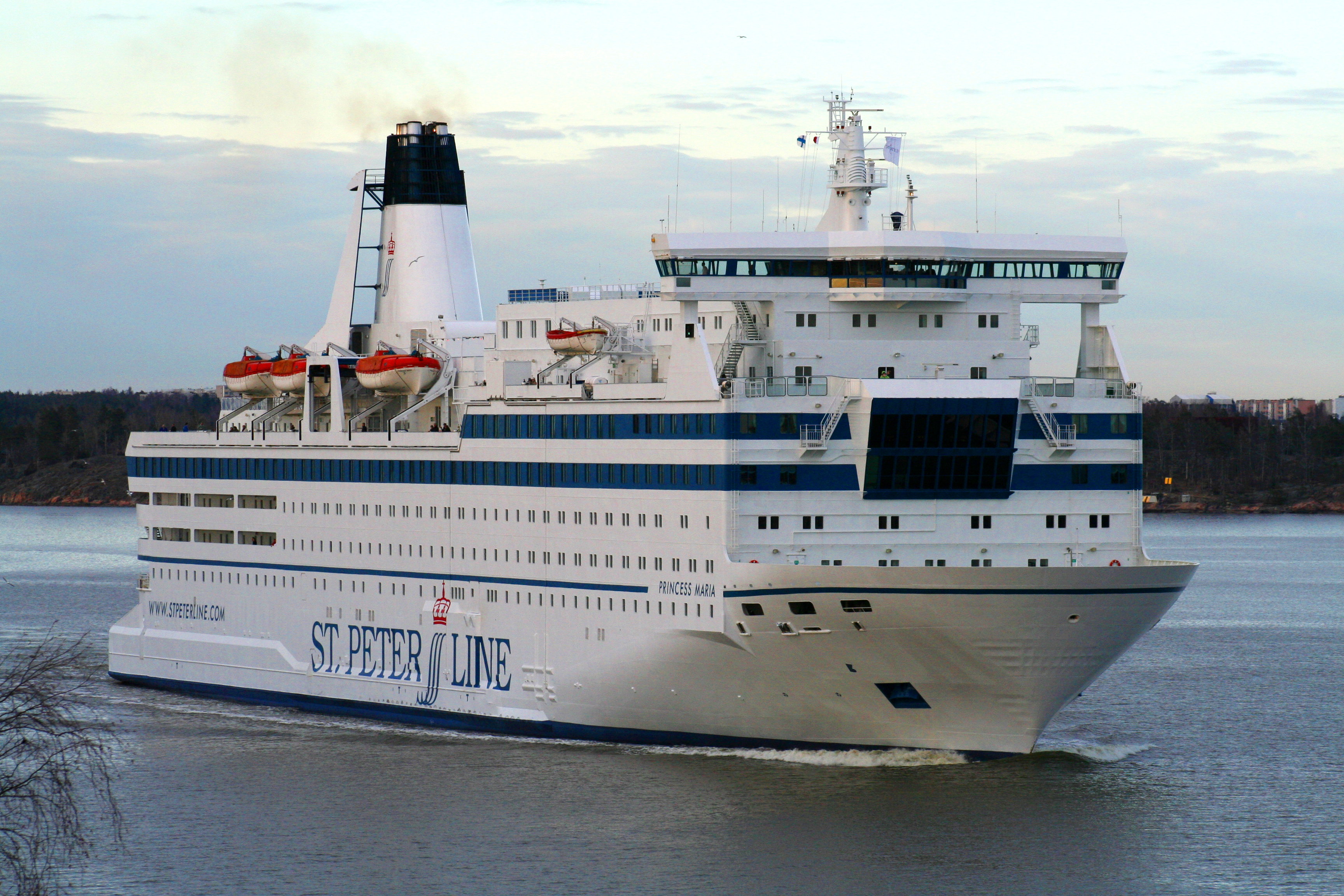
M/S Princess Maria i Helsingfors, 2010.

Fartyget döptes om till Princess Maria och sattes in mellan Helsingfors och Sankt Petersburg för rederiet St. Peter Line den 21 april 2010.
Den 1 och 15 augusti 2010: Kryssningar på linjen Sankt Petersburg – Helsingfors – Stockholm – Tallinn – Sankt Petersburg.

### 2016-2025

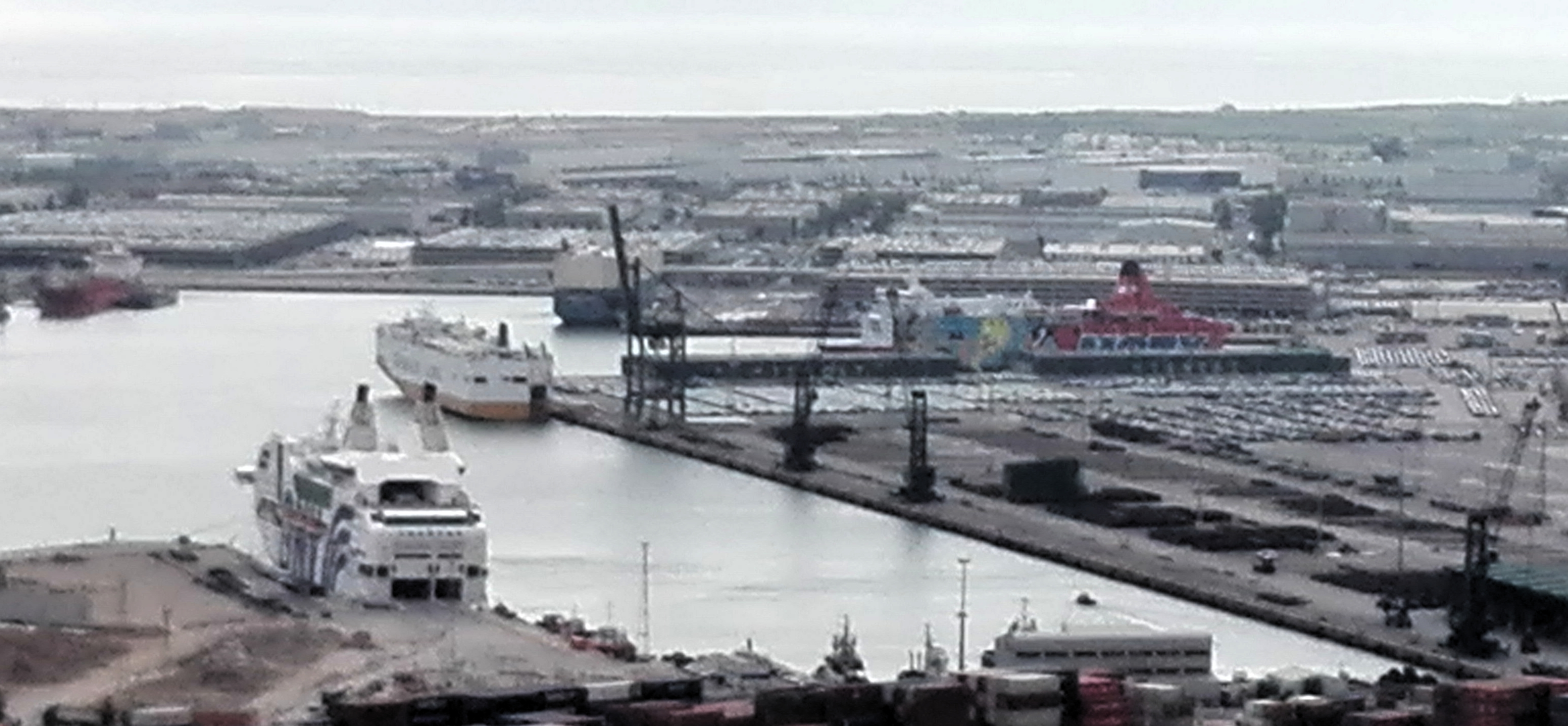
Moby Dada (till höger) vid kaj i Barcelonas hamn, inhyrd för att transportera och logera spanska polisstyrkor (september 2017).

9 november 2016 såldes fartyget till Moby Lines. Hon döptes om till Moby Dada, och avseglade från Sankt Petersburg den 17 november samma år mot Genua för renovering. 
Från september månad 2017 hyrdes fartyget av Spaniens regering. Det användes för att frakta polisstyrkor till Barcelona, där det sedan mitten av september lades vid kaj. Fartygstransporten och de berörda poliserna var del av Operation Anubis, en samlad spansk polisaktion för återställa ordningen i Katalonien i samband med en olagligförklarad lokal folkomröstning.

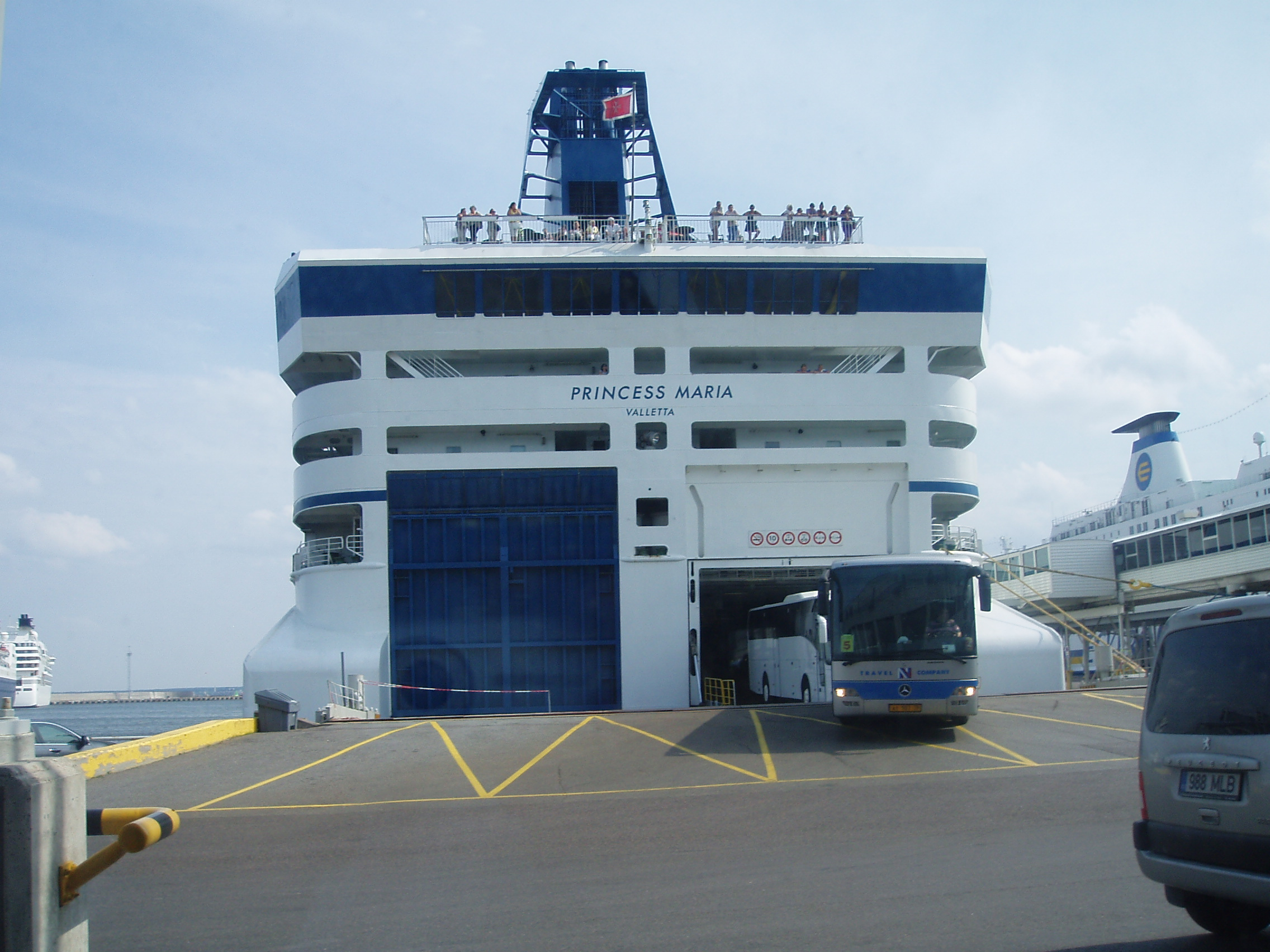
Princess Maria i Tallinn.